# 天仓增十五
鯨魚座46，又名BD-15 266，HD 8705、SAO 147803、HR 412，是鯨魚座的一颗恒星，视星等为4.9，位于銀經157.07，銀緯-75.16，其B1900.0坐标为赤經1h 20m 42.1s，赤緯-15° -75.16′ 8″。